# Котепахов, Мухамед Алиевич
 Мухамед Алиевич Котепахов (20.06.1938 — 26.09.1977) — звеньевой колхоза имени Чапаева, Прохладненский район, Кабардино-Балкарской АССР. Герой Социалистического Труда (23.12.1976).

## Биография
Родился 20 июня 1938 года в селе Карагач Прохладненского района Кабардино-Балкарской АССР, ныне — Кабардино-Балкарской Республики, в семье колхозника. Кабардинец.
Трудовую деятельность начал в 1955 году в местном колхозе имени Чапаева. После прохождения военной службы в Советской Армии в 1957—1960 годах Мухамед Алиевич вернулся на родину и продолжил работать механизатором в звене будущего Героя Социалистического Труда Гали Емишева. Осенью 1964 года механизированное звено Г. Х. Емишева на орошаемых участках собрало по 97,3 центнера зерна кукурузы с гектара.
Когда были созданы укрупнённые механизированные звенья, одно из них возглавил М. А. Котепахов, который стал широко внедрять передовую технологию в производственные процессы, и это принесло ему успех. Он стал выдающимся мастером высоких урожаев. Возглавляемое им звено из года в год собирало на всей закреплённой площади богатые урожаи кукурузы — более 100 центнеров зерна с каждого гектара. Своими знаниями он щедро делился с молодыми кукурузоводами, к нему для изучения опыта выращивания «царицы полей» приезжали кукурузоводы из других областей, республик страны и зарубежных государств.
Правление прохладненского колхоза имени Чапаева выделило механизированной бригаде 1200 гектаров под кукурузу, которые были взяты под особый контроль: каждый звеньевой нёс персональную ответственность за выращиваемый урожай. Звено Котепахова постоянно соревновалось со звеном его бывшего наставника Гали Емишева и по итогам работы в 1972 году оба были награждены орденом Трудового Красного Знамени, а председатель колхоза Н. Б. Абубекиров стал Героем Социалистического Труда.
В следующем, 1973 году Мухамед Котепахов установил новый рекорд среди кукурузоводов Кабардино-Балкарской АССР — с каждого гектара его звено получило по 119 центнеров зерна. Звеньевой был награждён орденом Ленина.
В последующие годы колхозные труженики постоянно испытывали недостаток влаги. В этих условиях звено Котепахова получало по 104 центнера зерна с каждого гектара. Благодаря самоотверженности механизаторов и других тружеников полей колхоз имени Чапаева стал крупнейшим в республике производителем зерна. Только в 1976 году им было продано государству 93,7 тыс. центнеров зерна кукурузы при плане 88 тысяч центнеров. Весомый вклад в этот успех внесло звено Мухамеда Котепахова.
Указом Президиума Верховного Совета СССР от 23 декабря 1976 года за выдающиеся успехи, достигнутые во Всесоюзном социалистическом соревновании, проявленную трудовую доблесть в выполнении планов и социалистических обязательств по увеличению производства и продажи государству зерна и других сельскохозяйственных продуктов в 1976 году Котепахову Мухамеду Алиевичу присвоено звание Героя Социалистического Труда с вручением ордена Ленина и золотой медали «Серп и Молот».
В течение многих лет он был комсоргом и парторгом полеводческой бригады, пользовался заслуженным уважением своих односельчан и всей молодёжи республики.
Избирался депутатом Прохладненского районного Совета депутатов трудящихся и членом Кабардино-Балкарского обкома КПСС.
Проживал в родном селе Карагач . 26 сентября 1977 года трагически погиб в автомобильной аварии. Похоронен в селе Карагач Прохладненский район ныне — Кабардино-Балкарская Республика.

## Награды
- Золотая медаль «Серп и Молот»(23.12.1976)
- Орден Ленина(23.12.1976)
- Орден Ленина(07.12.1973)
- Орден Трудового Красного Знамени(15.12.1972)

- Медаль «В ознаменование 100-летия со дня рождения Владимира Ильича Ленина» (6 апреля 1970)
- Медаль «За трудовое отличие»
- Медаль «Ветеран труда»
- Медаль «За доблестный труд в Великой Отечественной войне 1941—1945 гг.»
- медалями ВДНХ СССР:
- две золотые и серебряная медали ВДНХ
- Почётная грамота Президиума Верховного Совета Кабардино-Балкарской АССР
- высшей наградой Ленинского комсомола — Почётным знаком ВЛКСМ.

## Память
- Его именем названа одна из улиц в Карагаче.
- На могиле установлен надгробный памятник.